# محبوس (رمان)
محبوس (به انگلیسی: Jailbird) رمانی از کرت وانه‌گت، نویسنده آمریکایی است که در سال ۱۹۷۹ منتشر شد. داستان آن دربارهٔ پیرمردی با نام والتر اف. استارباک است که به خاطر نقش ناچیز خود در رسوایی واترگیت مدت زمان زیادی را در زندان بسر برده و داستان دو روز اول آزادی از زندان را به صورت خاطره‌گونه‌ای بیان می‌کند.
اگرچه فضای داستان بیشتر حول خاطرات والتر اف. استارباک و برخی کاراکترهای رمان می‌گذرد اما در کتاب به تاریخچه جنبش کارگری آمریکا، سیستم سیاسی آمریکا و حکومت هراس اواخر دهه ۱۹۵۰ و نظریات کمونیسم و کاپیتالیسم هم پرداخته شده‌است.
ونه‌گات با این اثر مخاطب خود را وارد دنیای خاص و گاه طنزآمیز خود می‌کند؛ دنیایی که در آن فساد و تباهی در بین دولتمردان و به تبع آن در میان انسان‌ها روز به روز افزایش می‌یابد. به عبارتی ونه‌گات تصویری فراموش‌نشدنی از قدرت و سیاست را در این زمانه به تصویر می‌کشد. این رمان تا حدی شبیه زندگی‌نامه‌ای نوشته شده که شخصیت اولش با نگاهی به فراز و نشیب‌های گذشته در زندگی‌اش آن‌ها را با کنایه و طنز روایت می‌کند. مخاطب در این داستان از تمثیل‌های مختلفی بهره می‌گیرد و به نقد اجتماع و نظام دیوان‌سالار جامعه آمریکایی می‌پردازد.
در کتاب محبوس همچون دیگر کتاب‌های ونه‌گات دربارهٔ کیلگور تراوت (کاراکتر علمی‌تخیلی‌نویس خودساخته ونه‌گات) مطالبی می‌خوانیم؛ با این تفاوت که در اینجا او یک زندانی است (با نام باب فندر) که با اسم مستعار کیلگور تراوت داستان علمی‌تخیلی در نشریات چاپ می‌کند.

## شخصیت‌ها
- والتر اف. استارباک: شخصیت اصلی کتاب که راوی داستان نیز است.
- الکساندر همیلتون مک‌کان: پسر دانیل‌مک‌کان بزرگ و صاحب کارخانجات بزرگ آهن کایاهوگا. او کسی بود که پدر و مادر والتر پیش او کار می‌کردند و والتر را نیز به هاروارد فرستاد.
- روٍث: همسر والتر.
- للاند کلوز: دوست والتر؛ والتر به او در جوانی خیانت کرد که باعث اخراج او از کار دولتی‌اش شد.
- سارا ویات: همسر للاند و دوست‌دختر سابق والتر.
- مری کتلین الونی: دوست سابق والتر و همسر جان گراهام، صاحب شرکت بسار بزرگ رام‌جاک.
- کلاید کارتر: نگهبان زندانی که والتر در آن دوران حبس خود را می‌گذراند.
- دکتر رابرت فندر: دکتر دامپزشک ارتش آمریکا که در هنگام جنگ کره به خاطر عشق به یک زن جاسوس به خیانت به کشور محکوم شده و در زندان است.
- کلیولند لاوز: راننده لیموزینی که والتر را از زندان به شهر رساند.
- ایزریل ادل: دارای مدرک کارشناسی‌ارشد تاریخ که به خاطر بیکاری چند هفته‌ایست که مسئول پذیرش شیفت شب هتل ارزان‌قیمت اراپاهو شده‌است.

## بازخوردها
- «محصول ونه‌گات!» مجله تایم
- «آنقدر دانه در کتاب محبوس هست که با آن می‌توان یک دنیای گرسنه مشتاق خرد را سیر کرد.» لس‌آنجلس تایمز
- «محبوس مسلماً بال‌هایی فرشته‌آسا دارد. - به خاطر سرعتش، درخشش زیادش و نیت پرواز بلندش. یک کمدی عمیق انسانی.» شیکاگو تریبون بوک ورلد

## برگردان فارسی
- ونه‌گات، کورت (۱۳۹۰). محبوس. ترجمهٔ علی شیعه‌علی. تهران: انتشارات سبزان. شابک ۹۷۸-۶۰۰-۱۱۷-۰۳۴-۸.